# 6305 Helgoland
6305 Helgoland (1989 GE8) là một tiểu hành tinh vành đai chính được phát hiện ngày 6 tháng 4 năm 1989 bởi Freimut Börngen ở Tautenburg.